# Abel Gance
Abel Gance (Párizs, 1889. október 25. – Párizs, 1981. november 10.) kísérletező kedvéről és kretivitásáról híres francia filmrendező, színész, producer. Legnevezetesebb filmje a Napoléon (1927).

## Életpályája
Egy gazdag orvos és egy cselédlány házasságon kívüli kapcsolatából született.  Már 19 éves korában színpadon szerepelt, húszévesen pedig eljátszotta első filmszerepét a Molière c. filmben. Kisebb szerepeket kapott több filmben is, és forgatókönyvek írásában segédkezett. Meglehetős nyomorúságban élt, éhezett és szenvedett a tuberkulózistól. 1911-ben debütált mint filmrendező a La Digue c. filmjével, de ez, akárcsak többi korai filmje, megbukott. Visszatért a színpadra, ahol saját szerzésű darabja, a Victoire de Samotrace, Sarah Bernhardt-dal a főszerepben sikert hozhatott volna neki, de az I. világháború kitörése miatt a bemutató elmaradt. Tüdőbajával megúszta a hadba vonulást, és jövedelmező rendezői álláshoz jutott a Film d'Art-nál. Az 1917-es Mater Dolorosa, majd az 1918-as La Dixieme Symphonie c. filmje végre sikert aratott, és szokatlan filmes technikái egyben a nagy kísérletező hírét is meghozták számára. A háború végére – Franciaország egyik legismertebb filmrendezőjeként – mégis be kellett vonulnia. Mustárgázmérgezést kapott, de saját kérésére a hadszíntéren maradhatott, és helyszínen forgathatott csatajeleneteket a J'Accuse c. filmjéhez – ez a háromórás szerelmi háromszöges melodráma, amely leginkább a háború értelmetlenségéről szólt, 1919-ben Európa legnépszerűbb filmje lett. Ez volt az első európai fikciós film, amely hitelesen bemutatta a háborús katasztrófát. Gyors vágástechnikája állítólag hatással volt Eisensteinre és Pudovkinra is. 1922-ben Amerikába utazott, ahol részt vett a J'Accuse országos promóciójában. A hollywoodi filmezés viszont nem tetszett neki, úgyhogy visszautasította a Metro filmstúdió ajánlatát. Legnagyobb pillanata az volt, amikor D. W. Griffith a New York-i bemutatón megdicsérte a J'Accuse-t.
Legnevezetesebb filmjében, az 1927-es Napoléonban felvonultatta a némafilmes technika teljes arzenálját, sőt experimentális filmkészítőként annál jóval többet is: három kamerával forgatott: a filmet három vetítővel vetítették egy hajlított panorámavászonra, és a jelenetek teli voltak extrákkal. A bemutató a párizsi operaházban volt, és hatalmas sikert hozott. A közönség felállva ünnepelt. A drága technikai apparátus miatt azonban a filmet csak nyolc európai városban mutatták be. Amerikában az MGM vette meg a bemutatás jogát, de nem három vetítővel vetítették, hanem drasztikusan összevágták egybe az egészet. Amerikában megbukott a film, a nézők nevettek rajta, a kritikusok leszólták.
A Napoléon volt Gance utolsó nagy dobása, ez után már nem aratott átütő sikert, főleg stúdióban dolgozott. Pályafutása során egyszer-kétszer még visszatért nagy filmjéhez: például 1934-ben  sztereó hangeffekteket adott hozzá. Véleménye szerint a filmtörténet nem adta meg azt a megbecsülést filmjének, amit megérdemelt. Végül egy brit rendező, Kevin Brownlow két évtizedes munkával visszaállította a filmet eredeti formájába, és három vetítővel be is mutatták először 1979-ben Londonban, Carl Davis zenéjével, majd 1982-ben a New York-i Radio City Hallban Francis Ford Coppola tűzte műsorra.
Gance szerencsés volt, megérhette nagy filmje feltámadását. 1981-ben halt meg, 92 éves korában. Éppen egy új filmet tervezett Kolumbuszról.

## Filmográfia
1. Le Portrait de Mireille (1909)
2. Molière (1909)
3. La Légende de l’arc-en-ciel (1909)
4. Le Glas du père Césaire (1909)
5. Le Roi des parfums (1910)
6. Paganini (1910)
7. La Fin de Paganini (1910)
8. La Fille de Jephte (1910)
9. Le Crime du grand-père (1910)
10. L’Auberge rouge (1910)
11. L’Aluminite  (1910)
12. Un clair de lune sous Richelieu (1911)
13. L’électrocuté (1911)
14. La Digue (1911)
15. Cyrano et d’Assoucy (1911)
16. Le Tragique amour de Mona Lisa (1912)
17. Le Masque d’horreur (1912)
18. Une vengeance d’Edgar Poe (1912)
19. La Pierre philosophe (1912)
20. Le Nègre blanc  (1912)
21. La Mort du duc d’Enghien   (1912)
22. Il y a des pieds au plafond (1912)
23. La Conspiration des drapeaux  (1912)
24. L’Infirmière (1914)
25. Un drame au château d’Acre (1915)
26. Strass et Compagnie (1915)
27. L’Héroïsme de Paddy  (1915)
28. La Folie du Docteur Tube  (1915)
29. La Fleur des ruines (1915)
30. L’Énigme de dix heures  (1915)
31. Les Gaz mortels  (1916)
32. Le Périscope   (1916)
33. Le Fou de la falaise  (1916)
34. Fioritures (1916)
35. Ce que les flots racontent (1916)
36. Le Droit à la vie  (1917)
37. Mater dolorosa (1917)
38. Barberousse (1917)
39. La Zone de la mort (1917)
40. La Dixième symphonie (1918)
41. Ecce Homo (1918)
42. J’accuse! (1919)
43. Száguldó kerék (La Roue, 1923)
44. Au secours! (1924)
45. Napoléon (1927)
46. Napoleon auf St. Helena (1929) (forgatókönyv)
47. La Fin du monde (1931)
48. Mater Dolorosa (1932)
49. Maître de forges, Le (1933)
50. Poliche (1934)
51. Napoléon Bonaparte (1934)
52. A kaméliás hölgy (La Dame aux camélias, 1934)
53. Le Roman d’un jeune homme pauvre  (1935)
54. Lucrèce Borgia (1935) (forgatókönyv)
55. Jérôme Perreau héros des barricades (1935)
56. Ingovány (Le Voleur de femmes, 1936)
57. Vérző vágyak (Un grand amour de Beethoven, 1936)
58. J’accuse! (1938)
59. Louise (1939) (forgatókönyv)
60. Rajongás (Paradis perdu, 1940)
61. Vénus aveugle (1941) (forgatókönyv)
62. Le Capitaine Fracasse  (1943)
63. Quatorze juillet (1953)
64. Lumière et l’invention du cinématographe (1953)
65. Lumière (1953) (TV)
66. La Reine Margot  (1954)
67. La Tour de Nesle  (1955)
68. Austerlitz (1960)
69. Cyrano et d'Artagnan (1963)
70. Marie Tudor (1966)
71. Bonaparte et la révolution (1971)